# ليتو (لاعب كرة قدم)
ليتو (10 أغسطس 1956 في أنغولا - ) هو لاعب كرة قدم برتغالي في مركز الوسط. شارك مع منتخب البرتغال لكرة القدم. أما مع النوادي، فقد لعب مع سبورتينغ براغا وسبورتينغ لشبونة ونادي فيتوريا سيتوبال.

## مسيرته الكروية
لعب ليتو خلال مسيرته الاحترافية مع 3 أندية في اثنا عشر موسمًا وسجل خلالها 45 هدفًا ضمن 251 مباراة. حيث فاز في موسم واحد بالكأس وفي موسمين بالدوري.
خاض ليتو مسيرته مع نادي فيتوريا سيتوبال في موسم 1974–75 واستمر معه طيلة ثلاثة مواسم، مشاركًا في 53 مباراة سجل خلالها 8 أهداف. ثم انتقل إلى نادي سبورتينغ براغا في موسم 1977–78 في المرة الأولى ولمدة موسمين ثم في موسم 1985–86 لمدة موسم واحد، حيث شارك طوالها في 69 مباراة سجل خلالها 20 هدف. لينتقل بعدها إلى نادي سبورتينغ لشبونة في موسم 1979–80 ليلعب معه ستة مواسم، مشاركًا في 129 مباراة سجل خلالها 17 هدفًا.

## وصلات خارجية
- ليتو على موقع قاعدة بيانات كرة القدم.إي يو (الإنجليزية)
- ليتو على موقع ناشيونال فوتبول تيمز (الإنجليزية)
- ليتو على موقع عالم كرة القدم.نت (الإنجليزية)